# Omar Elabdellaoui
Omar Elabdellaoui (Noruega, 5 de diciembre de 1991) es un exfutbolista noruego que jugaba como centrocampista.

## Trayectoria
Comenzó su carrera con el club noruego Skeid, antes de fichar con el Manchester City en 2008 cuando aún era un adolescente.

## Selección nacional
Realizó su debut en la selección nacional de Noruega convocado por el entrenador Egil Olsen el 14 de agosto de 2013 en un partido amistoso contra Suecia en un partido que perdería noruega por 4 a 2 siendo reemplazado en el entretiempo por Espen Ruud. Hasta el momento representó a su país en 49 ocasiones sin convertir goles. También pasó por todas las selecciones inferiores de Noruega donde totaliza 52 partidos y anotó 5 goles.

## Clubes
| Club                        | País         | Año       |
| --------------------------- | ------------ | --------- |
| Manchester City F. C.       | Inglaterra   | 2011-2013 |
| Strømsgodset IF (cedido)    | Noruega      | 2011      |
| Feyenoord (cedido)          | Países Bajos | 2012      |
| Eintracht Brunswick         | Alemania     | 2013-2014 |
| Olympiacos F. C.            | Grecia       | 2014-2020 |
| Hull City A. F. C. (cedido) | Inglaterra   | 2017      |
| Galatasaray S. K.           | Turquía      | 2020-2022 |
| F. K. Bodø/Glimt            | Noruega      | 2023-2024 |

## Palmarés

### Títulos nacionales
| Título              | Club             | País    | Año  |
| ------------------- | ---------------- | ------- | ---- |
| Superliga de Grecia | Olympiacos F. C. | Grecia  | 2015 |
| Copa de Grecia      | Olympiacos F. C. | Grecia  | 2015 |
| Superliga de Grecia | Olympiacos F. C. | Grecia  | 2016 |
| Superliga de Grecia | Olympiacos F. C. | Grecia  | 2020 |
| Eliteserien         | F. K. Bodø/Glimt | Noruega | 2023 |
| Eliteserien         | F. K. Bodø/Glimt | Noruega | 2024 |